# Sherman Augustus

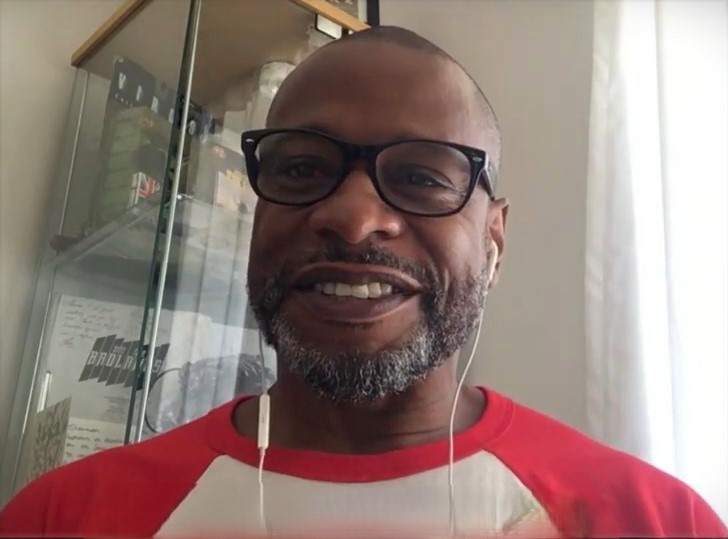
Sherman Augustus

Sherman Augustus est un acteur américain, né le 10 janvier 1959 à Los Angeles, en Californie. Il jouait au football américain au niveau universitaire.

## Autres activités
Au niveau universitaire, Sherman a joué au Northwestern College (en) de Saint Paul avec Jimmy Bridges (en),.
Au niveau professionnel, il a été testé par les Chargers de San Diego et les Vikings du Minnesota, mais n'a jamais joué de match officiel pour ces franchises. Il n'est en effet pas répertorié dans les diverses banques de données relatives au football américain professionnel.

## Filmographie
- Profit
- Thorns From a Rose
- Bad Guys
- Marlowe
- Thr3e
- Les Feux de l'amour
- NCIS : Enquêtes spéciales
- Les Experts
- FBI : Portés disparus
- Agence Matrix
- The Foreigner
- ZigZag
- Philly
- Tentative de meurtre (en)
- Le Mexicain
- Cover Me: Based on the True Life of an FBI Family (en)
- The Sentinel
- Rumpelstiltskin
- Space Marines
- Digital Man
- Chicago Hope : La Vie à tout prix
- The Kangaroo (1995)
- Mother Knows Best (1997)
- Une nounou d'enfer
- Arabesque
- Tina
- When No One Would Listen
- Colors
- Logorama
- Into the badlands
- Virus
- 2022 : Stranger Things : Lt. Colonel Sullivan